# Parafia Matki Boskiej Wniebowziętej w Olsztynie
Parafia Matki Boskiej Wniebowziętej w Olsztynie – parafia Kościoła Polskokatolickiego w RP położona na terenie diecezji warszawskiej, w dekanacie pomorsko-warmińskim.

## Historia
Kaplica Matki Boskiej Wniebowziętej w Olsztynie została zbudowana w 1881. Przez niemal wiek, należała do rzymskokatolickiej parafii św. Jakuba i spełniała funkcję kaplicy cmentarnej. Parafia polskokatolicka w Olsztynie została zawiązana 17 września 1965, ale polskokatolicy modlą się w obecnym miejscu dopiero od 1972. Świątynia przylega do nieczynnego cmentarza i jest usytuowana na niewielkim wzniesieniu przy Al. Wojska Polskiego. Świątynia jest niewielka, uwagę zwraca obraz Wniebowzięcia Najświętszej Maryi Panny, znajdujący się w głównym ołtarzu. Obraz ten w latach 60. XX w. przywieziono z Wrocławia. Ambona i ołtarz pochodzą z opuszczonego kościoła poewangelickiego w Biskupcu Pomorskim.

### Proboszczowie parafii
- ks. Hieronim Górecki (1965-1975)
- ks. Marian Bugajski (1975-1994)
- ks. Zygmunt Fedorczyk (1994-2021)
- ks. Artur Krzyczkowski (od 2022)